# Triángulo de Reuleaux

El triángulo de Reuleaux, en cualquier orientación, siempre es tangente a un cuadrado

El triángulo Reuleaux es el ejemplo más sencillo de los llamados polígonos de Reuleaux, denominados así por el científico e ingeniero que los desarrolló, Franz Reuleaux. Estos polígonos tienen la particularidad de ser curvas de anchura constante, es decir, que la distancia entre dos rectas tangentes paralelas opuestas es la misma, independientemente de la dirección de esas rectas. Esto puede apreciarse en la figura adjunta, en la que siempre hay cuatro puntos de tangencia con el cuadrado, uno en cada lado.
Es un triángulo curvo con anchura constante, la curva de anchura constante más simple y mejor conocida aparte del círculo. Se forma a partir de la intersección de tres discos circulares, cada uno de los cuales tiene su centro en el límite de los otros dos. La anchura constante significa que la separación de cada dos línea de sustentación paralelas es la misma, independientemente de su orientación. Como su anchura es constante, el triángulo de Reuleaux es una respuesta a la pregunta "Aparte de un círculo, ¿qué forma puede tener una tapa de alcantarilla para que no pueda caerse por el agujero?".
Los triángulos de Reuleaux también se han llamado triángulos esféricos, pero ese término se refiere más propiamente a triángulos en la superficie curva de una esfera.
Deben su nombre a Franz Reuleaux, Ingeniero alemán del siglo XIX, pionero en el estudio de las máquinas que traducen un tipo de movimiento en otro y que utilizó triángulos de Reuleaux en sus diseños.
Sin embargo, estas formas eran conocidas antes de su época, por ejemplo por los diseñadores de ventanas góticas de las iglesias, por Leonardo da Vinci, que la utilizó para una proyección de mapa, y por Leonhard Euler en su estudio de las formas de anchura constante. Otras aplicaciones del triángulo de Reuleaux incluyen dar forma a púas de guitarra, tuercas de boca de incendios, lápices y brocas para taladrar perforado agujeros cuadrados, así como en diseño gráfico en las formas de algunos rótulos y logotipos corporativos.
Entre las formas de anchura constante con una anchura dada, el triángulo de Reuleaux tiene el área mínima y el ángulo más agudo (más pequeño) posible (120°) en sus esquinas. Según varias medidas numéricas, es la forma más alejada de la simétrica central. Proporciona la mayor forma de ancho constante evitando los puntos de un entramado entero, y está estrechamente relacionada con la forma del cuadrilátero que maximiza la relación entre el perímetro y el diámetro. Puede realizar una rotación completa dentro de un cuadrado tocando en todo momento los cuatro lados del cuadrado, y tiene el área más pequeña posible de las formas con esta propiedad. Sin embargo, aunque cubre la mayor parte del cuadrado en este proceso de rotación, no llega a cubrir una pequeña fracción del área del cuadrado, cerca de sus esquinas. Debido a esta propiedad de rotar dentro de un cuadrado, el triángulo de Reuleaux también se conoce a veces como rotor de Reuleaux.
El triángulo de Reuleaux es el primero de una secuencia de polígonos de Reuleaux cuyos límites son curvas de anchura constante formadas a partir de  polígonos regulares con un número impar de lados. Algunas de estas curvas se han utilizado como formas de las monedas. El triángulo de Reuleaux también se puede generalizar en tres dimensiones de múltiples maneras: el tetraedro de Reuleaux (la intersección de cuatro bolas cuyos centros se encuentran en un tetraedro regular) no tiene anchura constante, pero se puede modificar redondeando sus aristas para formar el tetraedro de Meissner, que sí la tiene. Alternativamente, la superficie de revolución del triángulo de Reuleaux también tiene anchura constante.

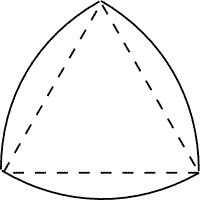
El triángulo de Reuleaux es una curva de anchura constante basada en un triángulo equilátero. La distancia entre cualquier punto de una de las curvas y el vértice opuesto es la misma.

El área del triángulo de Reuleaux es {\displaystyle {1 \over 2}(\pi -{\sqrt {3}})a^{2}=0,70477...\ a^{2}}, donde a es la anchura constante. El área de un círculo de igual diámetro es {\displaystyle {\pi  \over 4}a^{2}=0,78539...\ a^{2}}, que es mayor. Más aún, el teorema de Blaschke-Lebesgue establece que el triángulo de Reuleaux tiene menor superficie que cualquier otra figura de igual anchura constante. 
Su perímetro es {\displaystyle \pi a} (véase la explicación en la sección siguiente).
El triángulo de Reuleaux puede generalizarse a otros polígonos regulares con un número impar de lados, como puede ser el caso de las monedas británicas de 20 peniques (basadas en un heptágono).

## Trazado del triángulo de Reuleaux
Partiendo de un triángulo equilátero de lado a delíniese, haciendo centro en uno de los vértices del triángulo y con radio a, un arco de circunferencias que una entre sí a los dos vértices restantes, repítase la operación para cada vértice y ya se habrá obtenido el triángulo de Reuleaux buscado. Borrando el triángulo inicial, el espacio central que delimitan en común las tres cirunferencias es el triángulo de Reuleaux, una curva de anchura constante.
Cada uno de los ángulos de un triángulo equilátero es de 60° = {\displaystyle {\pi  \over 3}} radianes. Cada uno de los tres arcos es de longitud {\displaystyle {\pi  \over 3}a}. Por tanto el perímetro del triángulo de Reuleaux es {\displaystyle \pi a}.

## Usos

Broca de Harry Watts, basada en el triángulo de Reuleaux

- Debido a que todos sus diámetros tienen la misma longitud, el triángulo Reuleaux, junto con los demás polígonos regulares de Reuleaux, es la respuesta a la pregunta "Además de un círculo, ¿qué otra forma puede tener una tapa de alcantarilla para que no caiga a través del agujero?"
- El rotor de un Motor Wankel puede fácilmente ser confundido con un triángulo de Reuleaux. Aunque se parece mucho en su aspecto, el rotor Wankel tiene entre vértices una curva algo más plana que la del triángulo de Reuleaux y por ello no tiene ancho constante.[6]
- En 1914 el ingeniero británico Harry James Watts patentó (US-Patent 1241175 y siguientes) una broca (llamada de Harry Watts en los países de habla inglesa) con forma de triángulo de Reuleaux. Esta broca va montada en un dispositivo especial que hace que gire un tanto excéntricamente y así puede taladrar un agujero con una forma casi exactamente cuadrada. En la figura se puede ver la rotación de esta broca dentro de un agujero cuadrado. Se ve que solo en las esquinas dicha broca deja cuatro pequeñas áreas sin cubrir, que suman un 1,33% del área del cuadrado.

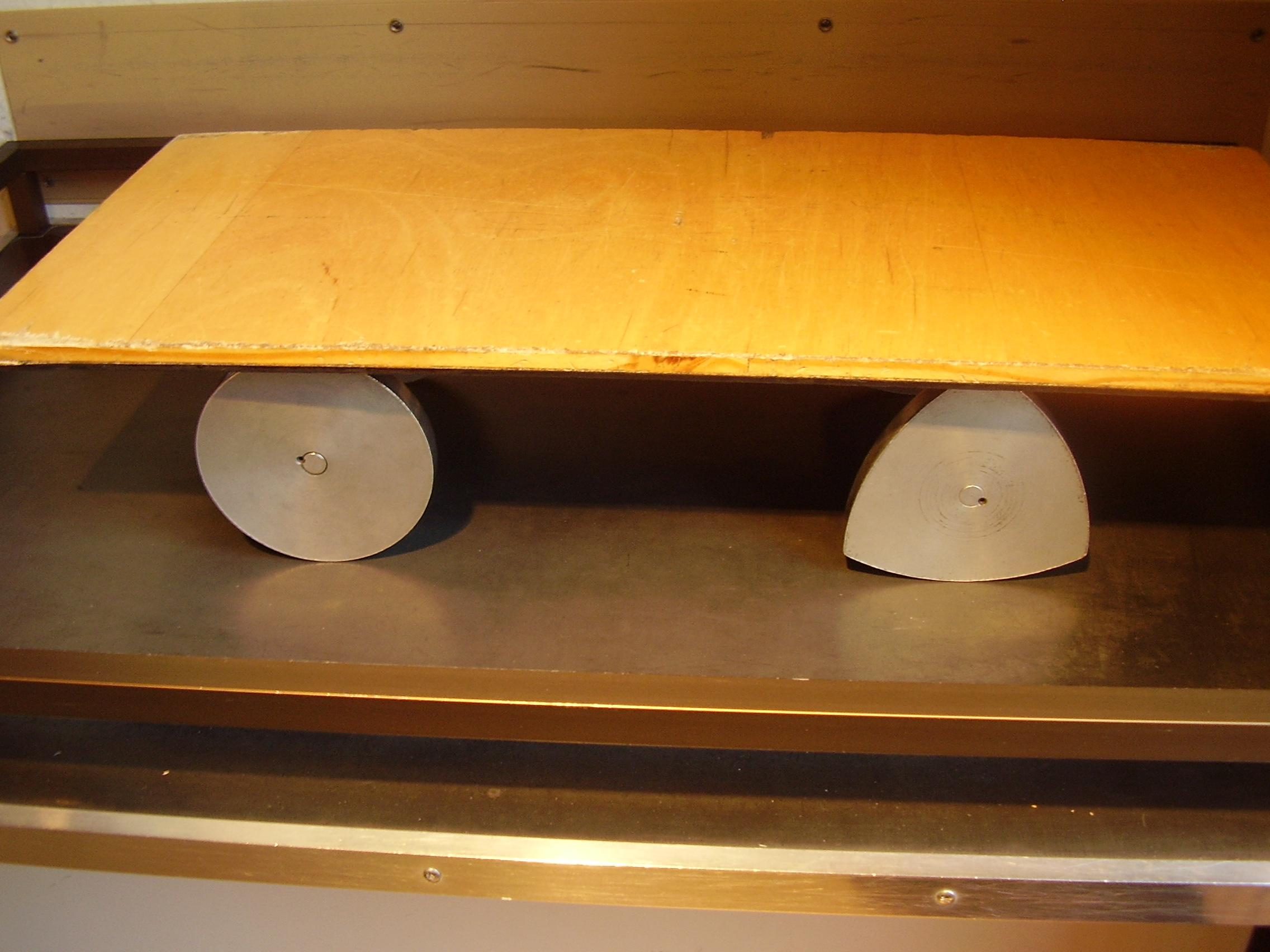
Rodillos con sección circular y de triángulo de Reuleaux. Deutsche Technikmuseum, Berlín

- Un triángulo de Reuleaux puede rodar fácilmente, pero no funciona bien como rueda debido a que no tiene un centro fijo de rotación. Sin embargo, en la figura adjunta la tabla puede hacerse avanzar de manera perfectamente horizontal. En el rodillo de la izquierda habrá un eje que solo se desplace horizontalmente, mientras que en la sección del rodillo de la derecha, que es un triángulo de Reuleux, todos los puntos tienen algo de movimiento vertical, como se aprecia en la animación de la broca de Harry Watts.

- La existencia de los polígonos de Reuleaux es una buena demostración de que el que una figura tenga anchura constante no implica que sea un círculo.

- Muchos lápices son fabricados con este perfil, en lugar de los mucho más tradicionales de sección redonda o hexagonal.[7] Por lo general son promocionados como más cómodos y producen un agarre adecuado, además de ser menos probable que rueden fuera de las mesas.

- El rotor del motor Wankel tiene forma de triángulo curvilíneo que suele citarse como ejemplo de triángulo de Reuleaux.[1][5][8][9] Sin embargo, sus lados curvos son algo más planos que los de un triángulo de Reuleaux, por lo que no tiene una anchura constante.[10]

### Diseño de mecanismos

Mecanismo de avance de película basado en el triángulo de Reuleaux en el proyector soviético Luch-2 de 8 mm

Otra clase de aplicaciones del triángulo de Reuleaux consiste en utilizarlo como parte de un acoplamiento mecánico que pueda convertir la rotación alrededor de un eje fijo en un movimiento alternativo. Estos mecanismos fueron estudiados por Franz Reuleaux. Con la ayuda de la empresa Gustav Voigt, Reuleaux construyó aproximadamente 800 modelos de mecanismos, varios de los cuales incluían el triángulo de Reuleaux. Reuleaux utilizó estos modelos en sus investigaciones científicas pioneras sobre su movimiento. Aunque la mayoría de los modelos de Reuleaux-Voigt se han perdido, se han recopilado 219 de ellos en la Universidad de Cornell, incluidos nueve basados en el triángulo de Reuleaux. Sin embargo, el uso de triángulos de Reuleaux en el diseño de mecanismos es anterior a la obra de Reuleaux; por ejemplo, algunas máquinas de vapor de fecha tan temprana como 1830 tenían una leva con forma de triángulo de Reuleaux.
Una aplicación de este principio surge en un proyector de películas. En esta aplicación, es necesario hacer avanzar la película con un movimiento espasmódico y escalonado, en el que cada fotograma de la película se detiene durante una fracción de segundo delante de la lente del proyector, y luego, mucho más rápidamente, la película pasa al siguiente fotograma. Esto se puede hacer utilizando un mecanismo en el que la rotación de un triángulo de Reuleaux dentro de un cuadrado se utiliza para crear un patrón de movimiento para un actuador que tira de la película rápidamente a cada nuevo fotograma y luego hace una pausa en el movimiento de la película mientras se proyecta el fotograma.

## Generalizaciones
Las curvas triangulares de anchura constante con ángulos suaves y no agudos pueden obtenerse como el lugar geométrico de los puntos situados a una distancia fija del triángulo de Reuleaux. Otras generalizaciones del triángulo de Reuleaux incluyen superficies en tres dimensiones, curvas de anchura constante con más de tres lados, y los conjuntos de Yanmouti que proporcionan ejemplos extremos de una desigualdad entre anchura, diámetro e inradio.

### Versión tridimensional

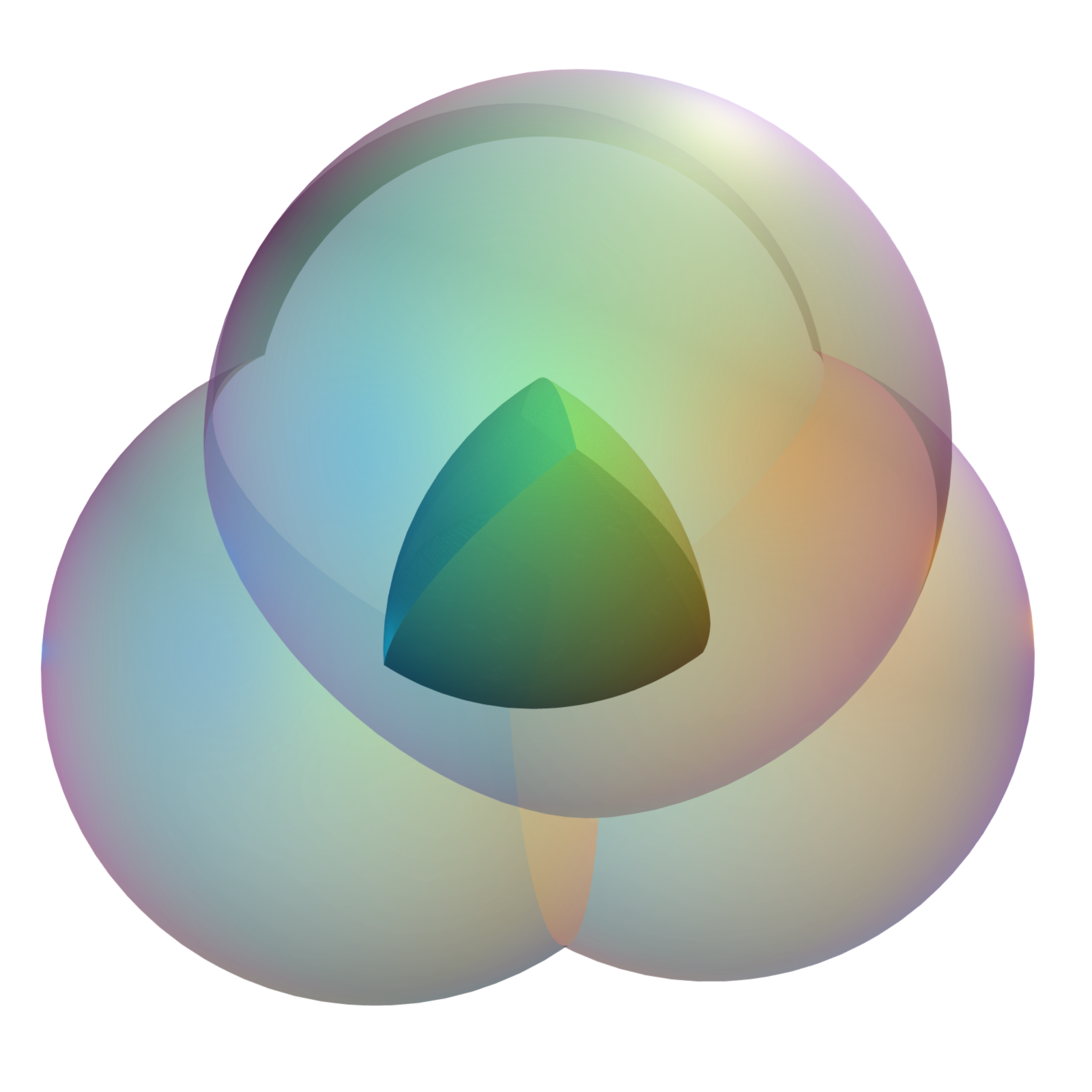
Cuatro bolas se intersecan para formar un tetraedro de Reuleaux.

La intersección de cuatro bolas de radio s centradas en los vértices de un tetraedro regular de lado s se denomina tetraedro de Reuleaux, pero su superficie no es una superficie de anchura constante. Puede, sin embargo, convertirse en una superficie de anchura constante, llamada tetraedro de Meissner, sustituyendo tres de sus arcos de arista por superficies curvas, las superficies de rotación de un arco circular. Alternativamente, la superficie de revolución de un triángulo de Reuleaux a través de uno de sus ejes de simetría forma una superficie de anchura constante, con volumen mínimo entre todas las superficies de revolución conocidas de anchura constante dada.

### Polígonos de Reuleaux
El triángulo de Reuleaux puede generalizarse a polígonos regulares o irregulares con un número impar de lados, dando lugar a un polígono de Reuleaux, una curva de anchura constante formada por arcos circulares de radio constante. La anchura constante de estas formas permite su uso como monedas que pueden utilizarse en máquinas que funcionan con monedas. Aunque las monedas de este tipo en circulación general suelen tener más de tres lados, se ha utilizado un triángulo de Reuleaux para una moneda conmemorativa de Bermudas.
Se pueden utilizar métodos similares para encerrar un polígono simple arbitrario dentro de una curva de anchura constante, cuya anchura es igual al diámetro del polígono dado. La forma resultante consiste en arcos circulares (a lo sumo tantos como lados tenga el polígono), puede construirse algorítmicamente en tiempo lineal, y puede dibujarse con compás y regla. Aunque todos los polígonos de Reuleaux tienen un número impar de lados de arco circular, es posible construir formas de anchura constante con un número par de lados de arco circular de radios variables.

### Conjuntos de Yanmouti
Los conjuntos de Yanmouti se definen como los cascos convexos de un triángulo equilátero junto con tres arcos circulares, centrados en los vértices del triángulo y que abarcan el mismo ángulo que el triángulo, con radios iguales que son como máximo iguales a la longitud lateral del triángulo. Así, cuando el radio es suficientemente pequeño, estos conjuntos degeneran en el propio triángulo equilátero, pero cuando el radio es lo más grande posible son iguales al triángulo de Reuleaux correspondiente. Toda forma con anchura w, diámetro d, e inradio r (el radio del círculo más grande posible contenido en la forma) obedece a la desigualdad
{\displaystyle w-r\leq {\frac {d}{\sqrt {3}}},}
y esta desigualdad se convierte en una igualdad para los conjuntos de Yanmouti, lo que demuestra que no es mejorable.

## Figuras relacionadas

Triquetra entrelazados para formar un nudo trébol

En la presentación clásica de un diagrama de Venn de tres conjuntos como tres círculos superpuestos, la región central (que representa elementos pertenecientes a los tres conjuntos) adopta la forma de un triángulo de Reuleaux. Los mismos tres círculos forman uno de los dibujos estándar de los anillos borromeos, tres anillos mutuamente enlazados que, sin embargo, no pueden realizarse como círculos geométricos. Partes de estos mismos círculos se utilizan para formar la triquetra, una figura de tres semicírculos superpuestos (cada dos de los cuales forman un símbolo de vesica piscis) que de nuevo tiene un triángulo de Reuleaux en su centro; al igual que los tres círculos del diagrama de Venn pueden entrelazarse para formar los anillos borromeos, los tres arcos circulares de la triquetra pueden entrelazarse para formar un nudo trébol.
Parientes del triángulo de Reuleaux surgen en el problema de encontrar la forma de perímetro mínimo que encierra una cantidad fija de área e incluye tres puntos especificados en el plano. Para un amplio rango de elecciones del parámetro área, la solución óptima a este problema será un triángulo curvo cuyos tres lados son arcos circulares con radios iguales. En particular, cuando los tres puntos son equidistantes entre sí y el área es la del triángulo de Reuleaux, el triángulo de Reuleaux es el recinto óptimo.
Los triángulos circulares son triángulos con aristas circulares, entre los que se incluyen el triángulo de Reuleaux y otras formas. La curva deltoide es otro tipo de triángulo curvilíneo, pero en el que las curvas que sustituyen a cada lado de un triángulo equilátero son cóncavas en lugar de convexas. No se compone de arcos circulares, sino que puede formarse enrollando un círculo dentro de otro de radio tres veces mayor. Otras formas planas con tres lados curvos incluyen el arbelos, que se forma a partir de tres semicírculos con puntos extremos colineales, y el triángulo de Bézier.
El triángulo de Reuleaux también puede interpretarse como la imagen conforme de un triángulo esférico con ángulos de 120°. Este triángulo esférico es uno de los triángulos de Schwarz (con parámetros 3/2, 3/2, 3/2), triángulos delimitados por arcos de círculo máximo en la superficie de una esfera que pueden embaldosar la esfera por reflexión.